# 歸化郡
歸化郡，中国南北朝隋唐时设置的郡。
- 南朝宋置归化郡，属梁州。治所在今四川巴中市东南六十里曾口镇。辖境相当今四川省巴中市、平昌县一带。南朝梁普通六年（525年）于歸化郡置曾口县。北魏属巴州。隋文帝开皇三年（583年）废歸化郡，曾口县直属巴州。
- 唐玄宗天宝元年（742年），改归顺州置归化郡，是唐代在东北边契丹人籍地设置的行政区。治所在怀柔县（今北京市顺义区）。唐肃宗乾元元年（758年）改归化郡置归顺州。